# 銀プロダクション
有限会社銀プロダクション（ぎんプロダクション）は、日本の芸能事務所。日本声優事業社協議会会員。主に俳優・声優のマネージメントを行っている。
1997年(平成9年)3月、青二プロダクションに所属していた松尾銀三が独立して設立。

## 所属俳優・声優

### 男性
あ行
- 青山貴史
- 小嶋正典

か行
- 金森陽助
- 川上竜
- 栗木正伸
- 工藤博樹

さ行
- 斉藤啓佑
- 齋藤等昭
- 佐々木貴久
- 佐藤英匡
- 世田壱恵
- 染谷宏昭

た行
- 田沼裕基
- 千頭猛士

な行
- 西崎翔太
- 野畑勝志

は行
- 橋本浩志
- 早坂隆宏
- 平賀資尋
- 福士太郷

ま行
- 増田直紀
- 松平真之介
- 三門正樹
- 三上大芽

や行
- 山﨑毅

わ行
- 渡辺一茂

### 女性
あ行
- 新井詩穂
- 伊藤美穂
- 今西浩子

か行
- 川並雅子
- 北村唯
- 國吉魅来
- 熊切ゆか

さ行
- 佐野翔子
- 嶋垣泉
- 鈴木詔子
- 五月女愛

た行
- 高橋愛
- 田中里実
- 種本みく美

な行
- 中山瑞穂
- 野瀬僚美
- 野浪歩

は行
- 萩原みどり
- 林美和
- 林芳恵
- 藤本知味
- 船橋智美

ま行
- 松尾祐華
- 丸尾暢子
- 森田由香里

や行
- 山下智絵

## かつて所属していた声優

### 男性
- 大竹宏（81プロデュースに移籍後死去）
- 尾崎準（現所属：ワイスプロダクション）
- 桂一雅（現所属：大沢事務所）
- 金光宣明（現所属：81プロデュース）
- 高坂知也（現所属：マウスプロモーション）
- 髙嶺巌
- 早川毅
- 松尾銀三（設立者：在籍中に死去）
- 和田三四郎

### 女性
- 中世明日香（フリー）
- 永田佳代（フリー）
- 丹羽紫保里（現所属：81プロデュース）
- 松井瑠美子
- 吉田愛理